# سیارک ۳۵۱۵
سیارک ۳۵۱۵ (به انگلیسی: 3515 Jindra، نامگذاری:1982UH2) سه هزار و پانصد و پانزدهمین سیارک کشف شده‌است که در ۱۶ اکتبر ۱۹۸۲ کشف شد.
قدر مطلق سیارک برابر ۱۲٫۱۰ است.